# Fundación FAD Juventud

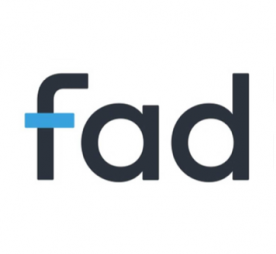
FAD

FAD. Por una juventud más sana, crítica, flexible, curiosa, creativa y comprometida.

La Fundación FAD Juventud (FAD), anteriormente  Fundación de Ayuda contra la Drogadicción, es una organización española que tiene como objetivo la lucha contra la drogodependencia.
Tiene sede en Madrid y su presidente es José Ignacio Goirigolzarri, presidente de CaixaBank.

## Origen
Se constituyó en 1986 impulsada por el general Gutiérrez Mellado y con un enfoque centrado en la educación preventiva.

## Servicio
Colabora con el Centro de investigación Reina Sofia con el fin de elaborar informes sociologicos que reflejen el sentir de la población española y ayudar a su desarrollo.
Tiene un teléfono gratuito (900161515) que funciona todos los días laborables de 9 de la mañana a 9 de la noche que se dedica a orientar y a ofrecer información a personas que consuman drogas y a sus familiares. 
También atiende a jóvenes que necesiten una orientación psicológica o sus familias mediante el servicio SIOF joven que tiene además del teléfono gratuito (900161515), se le puede contactar por WhatsApp (681155160) y videollamadas.

## Orden de Alfonso X el Sabio
La Fad fue condecorada con su ingreso en la Orden de Alfonso X el Sabio, en su categoría de Corbata, por el Consejo de Ministros de 8 de julio de 2011, junto a la Asociación de Institutos históricos españoles y la Fundación Tomillo. Este galardón, otorgado con motivo del vigésimo quinto aniversario de la FAD reconoce sus actividades desarrollando tareas de prevención y concienciación social sobre el peligro generado por el consumo de drogas.

## Presidentas de honor
- Su Majestad la Reina Doña Sofía (1986-2015).[7]
- Su Majestad la Reina Doña Letizia (desde 2015).[7]